# Fender
Fender Musical Instruments Corporation, de Scottsdale, Arizona, és una empresa dedicada a la fabricació d'instruments de corda, amplificadors i guitarres elèctriques de cos sòlid, incloent les emblemàtiques marques Stratocaster i la Telecaster. L'empresa, anteriorment anomenada Fender Electric Instrument Manufacturing Company, va ser fundada a Fullerton (Califòrnia), per Clarence Leonidas "Leo" Fender el 1946. Leo Fender dissenyà també baixos, el primer orgue comercial, que han donat a conèixer el rock, jazz, música surf, country, funk i altres tipus de música.
La seu de Fender és a Scottsdale, Arizona, amb fàbriques a Corona, Califòrnia (EUA) i Ensenada, Baixa Califòrnia (Mèxic). Darrerament també ha obert factories al Japó i Xina.

## Història
Fender va oferir la primera guitarra elèctrica, la Fender Telecaster (originalment anomenada 'Broadcaster'; 'Esquire' que és una versió d'una sola pastilla), el Precision Bass (P-Bass), i popular Stratocaster. Fender no va ser la primera a fabricar guitarres elèctriques, ja d'altres companyies i lutiers de guitarres elèctriques n'havien produït des de la dècada de 1920, però cap fabricant havia estat tan reeixit comercialment com Fender. D'altra banda, mentre que gairebé totes les altres guitarres elèctriques llavors eren disposaven de caixa de ressonància, Fender va crear un cos sòlid molt més versàtil per a les guitarres elèctriques, i a finals de la dècada de 1940 va començar a fabricar colpejadors de plàstic.
La companyia també fabrica guitarres acústiques, baixos elèctrics, mandolines, banjos i violins, així com amplificadors de guitarra el famós Twin Reverb i amplificadors de baix. Altres marques inclouen Fender Squier, Guild (guitarres acústica i elèctrica i amplificadors), Rodríguez (guitarra clàssica), Benedetto (guitarra jazz), CA (amplificació de baixos), Tacoma, i Jackson Charvel Guitars i Brand X (amplificadors de baix) 
Altres instruments inclouen la Fender Mustang, Fender Jazzmaster, Fender Jaguar, Fender Stratocaster, Fender Telecaster, Fender Duo-Sonic, Fender Tele-Sonic, Fender Strat-o-Sonic, i les guitarres Bronco, baixos, com el Fender Jazz Bass, la Fender Telecaster Bass reedició de la dècada de 1950 original Fender Precision Bass, tres models de violí elèctric, i el piano elèctric Fender Rhodes.